# Willis Eugene Lamb
Willis Eugene Lamb (Los Angeles, Kalifornija, SAD, 12. srpnja 1913. – Tucson, Arizona, SAD, 15. lipnja 2008.), američki fizičar. Diplomirao (1934.) i doktorirao (1938.) na Kalifornijskom sveučilištu u Berkeleyu. Profesor na sveučilištima Stanford (od 1951. do 1956.), Oxford (od 1956.) i Yale (od 1962.). Istraživao uzajamno djelovanje neutrona i materije, kozmičko zračenje, teoriju beta-raspada i drugo. Za određivanje fine strukture spektra vodika, deuterija i helija (Lambov pomak) i za unaprjeđenje teorije fine strukture atoma s P. Kuschom dobio je Nobelovu nagradu za fiziku 1955.

## Povijest istraživanja elektrona
Prvi je Tales iz Mileta (600 pr. Kr.) pisao da jantar (grč. ἤλεϰτρον, ḗlektron), kada se tare, privlači sitne čestice tvari, a W. Gilbert otkrio je da i druge tvari, a ne samo jantar, imaju električno svojstvo. Pojavu električnoga odbijanja prvi je 1672. opazio Otto von Guericke, a 1663. konstruirao je prvi elektrostatički stroj na trenje. Razliku među vodičima i izolatorima otkrio je Stephen Gray. Francuski kemičar C. F. C. du Fay utvrdio je 1734. različitost električnog naboja nastalog trljanjem stakla od naboja nastalog trljanjem smole, a G. Ch. Lichtenberg nazvao je pozitivnim električni naboj nastao trljanjem stakla. Oko 1747. B. Franklin konstatirao je da se pri trenju stvaraju uvijek jednake količine pozitivnog i negativnog električnog naboja. Istraživanjem sila koje djeluju među električnim nabojima bavili su se H. Cavendish i J. Priestley, a zakon o ovisnosti privlačne ili odbojne sile o nabojima i udaljenosti među nabojima, a osnovi pokusa formulirao, Ch. A. de Coulomb, pa se po njemu mjerna jedinica električnog naboja naziva kulon (C). Prema Coulombovu zakonu sila F koja djeluje između dvaju točkastih električnih naboja q1 i q2 razmjerna je produktu obaju naboja, a obrnuto razmjerna kvadratu njihova razmaka r:
{\displaystyle F={\frac {1}{4\cdot \pi \cdot \varepsilon _{0}}}\cdot {\frac {q_{1}\cdot q_{2}}{r^{2}}}}
gdje je: ε0 - dielektrična permitivnost vakuuma. Sila je najjača u vakuumu, a slabija u svim drugim sredstvima:
{\displaystyle F={\frac {1}{4\cdot \pi \cdot \varepsilon }}\cdot {\frac {q_{1}\cdot q_{2}}{r^{2}}}={\frac {1}{\varepsilon _{r}}}\cdot {\frac {1}{4\cdot \pi \cdot \varepsilon _{0}}}\cdot {\frac {q_{1}\cdot q_{2}}{r^{2}}}}
gdje je: εr - relativna dielektrična permitivnost nekog sredstva ili tvari, ε - dielektrična permitivnost (ili samo permitivnosti) tvari.
Sila F je vektor, pa je i jakost električnog polja E vektorska veličina, a kao smjer električnoga polja uzima se onaj smjer u kojem djeluju sile na pozitivni naboj. Električno polje može se opisati i skalarnim veličinama, potencijalima V. Električni naboji mogu pod utjecajem električnih sila obavljati mehanički rad, a to znači da u svakoj točki polja električni naboj q ima izvjesnu potencijalnu energiju (električni potencijal) s obzirom na neku referentnu točku u polju kojoj se pripisuje potencijal φ = 0. To je obično vrlo udaljena točka u polju ili Zemlja. Sve točke u polju koje imaju isti potencijal leže na ekvipotencijalnim plohama.
Za električni naboj q električni potencijal V neke točke na udaljenosti r iznosi:
{\displaystyle V={\frac {1}{4\cdot \pi \cdot \varepsilon _{0}}}\cdot {\frac {q}{r}}}
Budući da je razlika potencijala među dvjema točkama u elektrostatičkom polju jednaka električnom naponu među tim točkama, to će u elektrostatici, gdje naboji miruju, sve točke nekog vodiča biti na istom električnom potencijalu, jer bi inače zbog napona došlo do gibanja naboja. Iz odnosa Uab = Va – Vb proizlazi da se električni potencijal i električni napon mjere istom mjernom jedinicom volt (V), a jakost električnog polja mjeri se u voltima po metru (V/m).
Elektron je prva otkrivena subatomska čestica. Kako bi objasnili Faradayev zakon elektrolize i atomsku strukturu materije, George Johnstone Stoney i H. von Helmholtz pretpostavili su (1881.) da se elektricitet pojavljuje samo u višekratnicima osnovnog iznosa. Godine 1891. Johnstone Stoney je predložio naziv elektron za osnovni iznos električnoga naboja. Poslije se taj naziv počeo primjenjivati za čestice u katodnom zračenju, to jest za čestice atomskog omotača. Katodno zračenje čine snopovi iz katode izbačenih atomskih elektrona u katodnoj cijevi. Otkrio ga je Julius Plücker 1858., ali je konačna spoznaja da su to snopovi nabijenih čestica uslijedila tek potkraj 19. stoljeća. Otklanjanje katodnog zračenja u magnetskom polju (W. Crookes, J. B. Perrin) dalo je naznake da ga čine negativno nabijene čestice. Godine 1896. H. A. Lorentz je objašnjavao cijepanje spektralnih linija u magnetskom polju (Zeemanov učinak) pretpostavkom o elektronu kao sastavnom dijelu atoma. Pokusi J. J. Thomsona pokazali su da je specifični električni naboj (e/m) čestica u katodnom zračenju neovisan o materijalu katode i o načinu na koji su čestice izbačene; i da je masa elektrona oko 1/1840 dio mase vodikova atoma. Thomsonovi radovi i zaključak da je elektron sastavna čestica svih atoma smatraju se otkrićem elektrona (1897.). Točan iznos elementarnoga električnog naboja elektrona izmjerio je R. A. Millikan (1909.). J. C. Maxwell u svojoj je teoriji elektromagnetizma otkrio da je elektromagnetsko polje tromo. Na osnovi te teorije Lorentz je 1895. elektron zamislio kao kuglicu u kojoj je električni naboj, a okružena je električnim poljem ukupne energije E. Na osnovi Einsteinove relacije E = mc², pretpostavivši dakle da je tromost (masa) elektrona posljedica tromosti njegova električnog polja, Lorentz je izračunao (takozvani klasični) polumjer elektrona r = e²/mec² = 2,82 · 10–15 m. E. Rutherford je otkrio atomsku jezgru (1911.), N. Bohr (1913.) je postavljanjem kvantnih uvjeta za gibanje elektrona objasnio stabilnost i jednakost atoma i optičke spektre.
Kvantna mehanika (L. de Broglie 1924., W. K. Heisenberg, E. Schrödinger 1925.) pronalazi novo svojstvo elektrona: valno gibanje, koje potvrđuje difrakcija elektrona na kristalnoj rešetki. Elektron se ponaša kao val (dualizam), kojemu je valna duljina određena de Broglieovom relacijom λ = h/mev i kao mali zvrk sa spinom h/4π i magnetskim momentom eh/4πmec (G. E. Uhlenbeck 1925.) te da se u višeatomskim sustavima elektroni raspoređuju u dozvoljena kvantna stanja samo po jedan u pojedino stanje (Paulijevo načelo).
Relativistička kvantna mehanika (P. Dirac, 1928.) donosi Diracovo otkriće simetrije s obzirom na izmjenu električnoga naboja čestice. Dirac pretpostavlja postojanje pozitrona (pozitivno nabijenog elektrona, to jest antielektrona). Carl David Anderson je otkrio 1932. pozitrone u kozmičkom zračenju. Primjenjujući kvantne zakone na elektromagnetsko polje, W. Pauli postavio je (1928.) Paulijevo načelo, tvrdnju da se svaki elektron u atomu nalazi u drugome kvantnom stanju. Mjerenje pomaka dvaju stanja u vodiku, takozvanog Lambova pomaka (W. E. Lamb 1947.), i precizno mjerenje magnetskoga momenta elektrona (P. Kusch i Henry Foley 1947.) utvrdili su malo (0,12%) odstupanje od Diracove teorije. Moderna mjerenja magnetizma elektrona najpreciznija su mjerenja uopće. 
Nobelova nagrada za fiziku za godinu 1989. dodijeljena je . G. Dehmeltu za mjerenje magnetizma elektrona s točnošću od dvanaest znamenki. Kvantna elektrodinamika objasnila je na primjer proizvodnju parova elektron-pozitron s pomoću fotona veće energije i Comptonov učinak.